# Château de Vallerois-le-Bois
Le château de Vallerois-le-Bois est un château fort situé sur le territoire de la commune française de Vallerois-le-Bois dans le département de la Haute-Saône et la région de Bourgogne-Franche-Comté. Il a été édifié au XIIe siècle puis fortement remanié au cours des siècles suivants ; détruit en partie durant la Révolution, il conserve des éléments architecturaux des XVIe et XVIIe siècles. Propriété privée, il fait, depuis 1992, l’objet d’importants travaux de restauration.

## Histoire

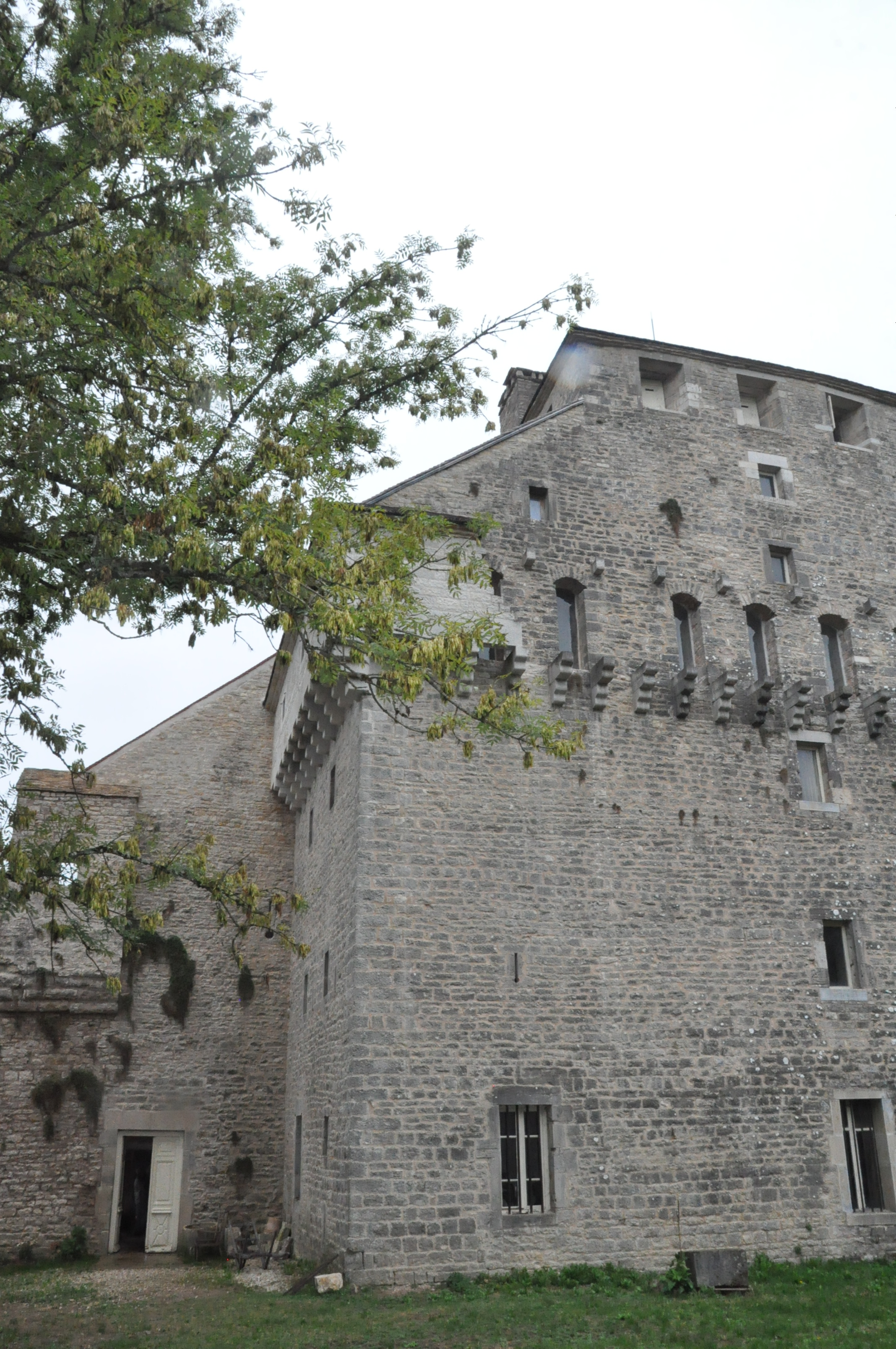
Le donjon

La tradition indique que la seigneurie de Vallerois a appartenu au XIIe siècle à la famille Cicon, apparentée à la puissante famille de La Roche, originaire du Doubs. En tout état de cause, les sires de Vallerois-le-Bois sont cités dans des documents de 1273 et 1414. Les plus vieux éléments qui demeurent du château datent du XIVe siècle.
On connaît mieux l'histoire du fief à partir du début du XVe siècle, quand il parvient à la famille de Montrost, issue de la maison de Montbozon.
En 1426, Étienne de Montrost reconnaît tenir le fief de Vallerois, sous la suzeraineté de Philippe le Bon, duc de Bourgogne. Il sollicite également le droit de fortifier le lieu contre les ennemis.
À la mort de Philibert de Montrost, grand-maître de l'artillerie et lieutenant du bailli de Montbéliard, en 1516, la seigneurie échoit à son neveu Florent de Vaudrey (de la branche des Vaudrey-Saint-Phalle). C'est alors qu'est bâtie la partie du château située près de la porterie, appelé le « quartier Vaudrey ». La tourelle, également, rebâtie à cette époque, porte une inscription : « Florent de Vaudrey, filz de feu Philebert de Vaudrey, escuier, seigneur de sainct Faulle et de Moy, filz de damoyselle Philippe de Fay a faict de ce cors de maison icy l'an Mil Vc XXVI »
Les communs sont alors construits, avec pont-levis à la fois pour piétons et cavaliers. Le donjon et le corps de garde datent également de la fin du XVIe siècle. La seigneurie est de haute, moyenne et basse justice, avec « signe patibulaire et carcan » au lieu-dit Les Fourches.
Claude-Louis de Vaudrey n'ayant pas de fils, sa fille Marie-Claude fait passer la seigneurie dans la famille de Salives par son mariage en 1681 avec Claude-Joseph de Salives, seigneur de Genevrey.
À la Révolution, Philippe-Emmanuel de Salives émigre en Suisse : le château est vendu comme bien national en 1794 et sert d'exploitation agricole. Une anecdote assez cocasse atteste cette fuite. En enlevant des déblais à proximité du château, un ouvrier découvre une petite bouteille fermée avec un bouchon de bois et scellée d'un cachet de cire. Dans cette bouteille, se trouve un papier roulé sur lequel était inscrit la déclaration suivante : 
"Je soussigné ce 22 décembre 1792, obligé de fuir devant les habitants de Borey, Cerre et Noroy, déclare avoir déposé une valeur en argent dans une cachette à moi seul connue.
Quinze exemplaires à celui-ci en tout conformes ont été par moi enfouis dans la terre, afin qu'au moins l'un d'entre eux apprenne aux hommes mes volontés les plus expresses, lesquelles sont contenues avec l'argent dans la cachette qui se trouve à un pied de terre dans un endroit entre chapelle, cimetière et cure, à 30 pieds en ligne droite du chenil des chiens, et pour rendre fructueuses recherches en question, ne pas oublier formules en usage ; s'en instruire, si on les ignore.
Château de Vallerois.
Signé : de SALIVE"
Le château se dégrade néanmoins très vite : le toit du corps de logis s'effondre en 1920, celui du donjon en 1933, pierres et cheminées sont volées.
Le 18 avril 1822 un incendie ravage le château : "une partie du ci-devant château et de son grangeage ont été réduits en cendres, et trois autres maisons plus ou moins endommagées. Une fille a péri dans les flammes ; on a perdu une grande quantité de denrées."
Pierre Jouffroy cherche à le restaurer : il obtient le classement comme monument historique en 1964, réunit les diverses parcelles et répare les toits et murs de 1965 à 1973. Après une nouvelle période d'abandon, le château est acheté par un médecin de Dijon qui le restaure, en collaboration avec une association locale et avec l'aide des instances officielles.
Le château est un site classé par arrêté du 22 juillet 1913 pour son caractère artistique.
Le château fait l’objet d’un classement au titre des monuments historiques depuis le 7 juillet 1964.

## Bâtiments

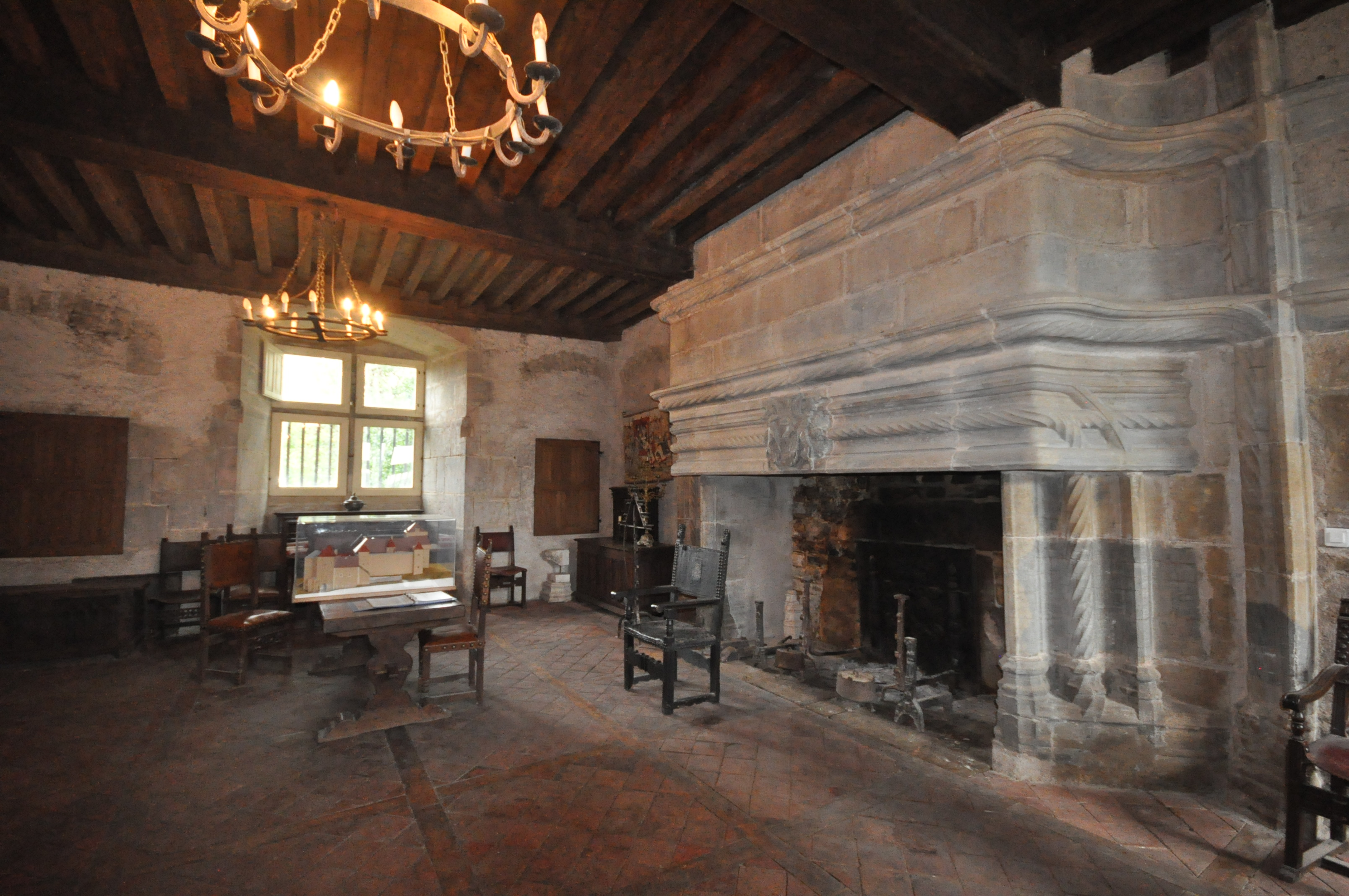
Intérieur

Orientée à l’ouest, la porterie, dont il subsiste des vestiges et qui date du XVIe siècle, était défendue par un pont-levis.
Elle ouvrait sur une basse-cour ceinturée de courtines au nord et à l’est. Les communs qui s’y trouvaient, bergerie, écurie, grange avec colombier à l’étage, ont été détruits.
Adjacente à la Basse Cour dont elle était séparée par un mur, la Grande Cour donne sur un ensemble de bâtiments transformés au XVIe siècle par la famille de Vaudrey, avec une élégante tourelle d’escalier de style Renaissance (1526).
Situé au sud, le donjon est daté du XVe siècle.